# Show Me Love (t.A.T.u.)
Show Me Love è una brano del duo musicale russo t.A.T.u., pubblicato come singolo promozionale del primo album in studio in lingua inglese 200 km/h in the Wrong Lane.
Pianificato in principio come terzo singolo ufficiale dell'album, subito dopo All the Things She Said e Not Gonna Get Us, fu in seguito cancellato per volere della Interscope Records. Uscì soltanto come singolo promozionale radiofonico in Polonia a fine 2002.

## Descrizione
La canzone è stata scritta da Sergio Galoyan, Valerij Polienko e Martin Kierszenbaum, ed è stata prodotta da quest'ultimo insieme a Robert Orton. Nell'album il brano è presente due volte: la standard version e la extended version, più lunga della prima di circa un minuto.
Show Me Love è la versione in inglese del brano originale in lingua russa Ja tvoja ne pervaja (in russo Я твоя не первая?, anche nota con il titolo Pokaži mne ljubov', in russo Покажи мне любовь?), contenuto nell'album d'esordio in russo del duo 200 po vstrečnoj. 

### Testo
La canzone si apre con le voci di Julia Volkova e Lena Katina che parlano in russo. Il discorso, che avviene telefonicamente, tradotto in italiano significa «Ciao/Ciao/Riesci a vedere il vento?/E allora?/Basta guardare fuori dalla finestra/E allora?/C'era il sole ieri/E allora?/Perché dici sempre la stessa cosa?/Sono una segreteria telefonica».
Il testo della canzone si conclude con la frase mama, papa, forgive me. Questa frase, in molte demo, è associata alla canzone 30 Minutes, anche se non ne fa parte. L'errore è dovuto al fatto che nella tracklist dell'album 30 Minutes è preceduta da Show Me Love, e la frase viene dunque associata alla canzone successiva.

## Video musicale
Tra maggio e giugno del 2003 si tennero le riprese del videoclip in giro per Los Angeles, Londra, Mosca e Tokyo, con le t.A.T.u. e centinaia di altre ragazze in divisa scolastica che marciano per queste città. In seguito ad alcuni problemi legali e dal momento che il brano non uscì come singolo, la pubblicazione del video fu cancellata. Tuttavia, alcune scene girate nelle varie capitali trapelarono in rete nel 2006.
Il regista Ivan Šapovalov fu arrestato in Piazza Rossa a Mosca durante le riprese del videoclip con l'accusa di disturbo della quiete pubblica. Gli fu inoltre vietato di girare nei pressi del Big Ben a Londra, ma girò comunque al Tower Bridge.

## Tracce
Promo CD single (Polonia)
1. Show Me Love – 4:16
2. Ja tvoja ne pervaja – 4:09
3. All the Things She Said – 3:34

## Cover e campionamenti
- Nel 2003 la cantante cinese Emme Wong ha pubblicato una cover della canzone.[9]

- Nel 2021 la cantante statunitense Billie Eilish ha campionato il brano nella parte iniziale del suo singolo NDA.[10]

- Sempre nel 2021 la cantante ucraina Dorofjejeva ha realizzato una cover del brano originale in russo, Ja tvoja ne pervaja, contenuta nell'album tributo Trib'jut t.A.T.u. "200 po vstrečnoj" ed entrata in classifica in Moldavia.[11]